# Avenue Léo Errera
Pour les articles homonymes, voir Errera.
L'avenue Léo Errera, est une avenue de la commune bruxelloise d'Uccle.

## Situation et accès
Cette voie est située à proximité du parc Brugmann et du royal Léopold club.

## Origine du nom
Cette voie rend honneur à Léo Errera (Laeken, le 4 septembre 1858 - Uccle, le 6 août 1905), botaniste, professeur à l'Université de Bruxelles.